# Мишичево
Мишичево (серб. Мишићево) — село в Сербії, належить до общини Суботиця Північно-Бацького округу в багатоетнічному, автономному краю Воєводина.

## Населення
Населення села становить 448 осіб (2002, перепис), з них:
- серби — 208 — 46,63%;
- бунєвці — 150 — 33,63%;
- хорвати — 35 — 7,84%;

Решту жителів  — з різних етносів, зокрема: мадяри, югослави, німці і кілька русинів-українців.